# Brobandvagn 971
Brobandvagn 971, kort brobv 971, ursprungligen Brückenlegegerät 60, kort BLG-60, är en brobandvagn som används för att stridsfordon och hjulfordon snabbt kunna ta sig över vattendrag eller raserade broar. Brobandvagnen är konstruerad i Östtyskland och baserad på den ryska stridsvagnen T-55.
Växellådan är 5-växlad och osynkad.

## Beteckning
Numreringen 971 är uppbyggd av tre nummer:
- 9:an indikerar brobandvagn
- 7:an indikerar krigsbro 7
- 1:an indikerar första fordon med ovanstående attiraljer

"Första brobandvagnen med krigsbro 7".

## Historik
År 1994 köpte Sverige 34 begagnade broläggare BLG-60M2 från Tyskland,  ursprungligen ärvda från forna Östtyskland. Bakgrunden till köpet var att de svenska brobandvagnarna inte klarade vikter över 55 ton som de då nyinköpta Leopardstridsvagnarna innebar. BLG-60M2 är en vidareutveckling och något större än den ursprungliga versionen BLG-60, vilken i sin tur är baserad på chassit till stridsvagnen T-55. I Sverige fick broläggaren beteckningen brobandvagn 971 (Brobv 971) och var i aktiv tjänst åren 1997–2011, då den ersattes av Brobandvagn 120 baserad på Leopard 2.

## Versioner
- Brobandvagn 971A – broläggare
- Brobandvagn 9717 – körutbildning
- Brobandvagn 9719 – läggtränare

## Bildgalleri

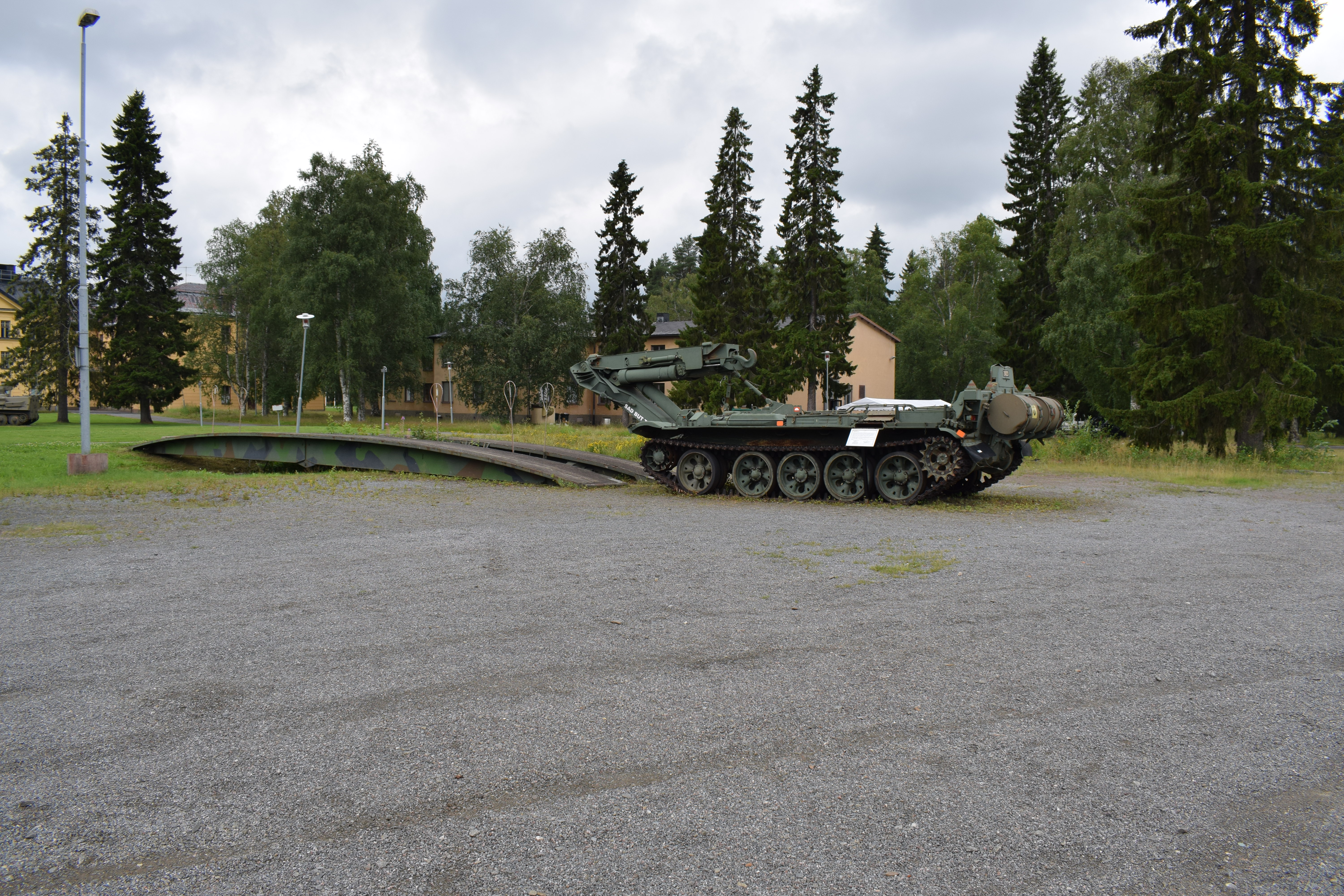
Brobandvagn 971 vid Försvarsmuseum Boden.
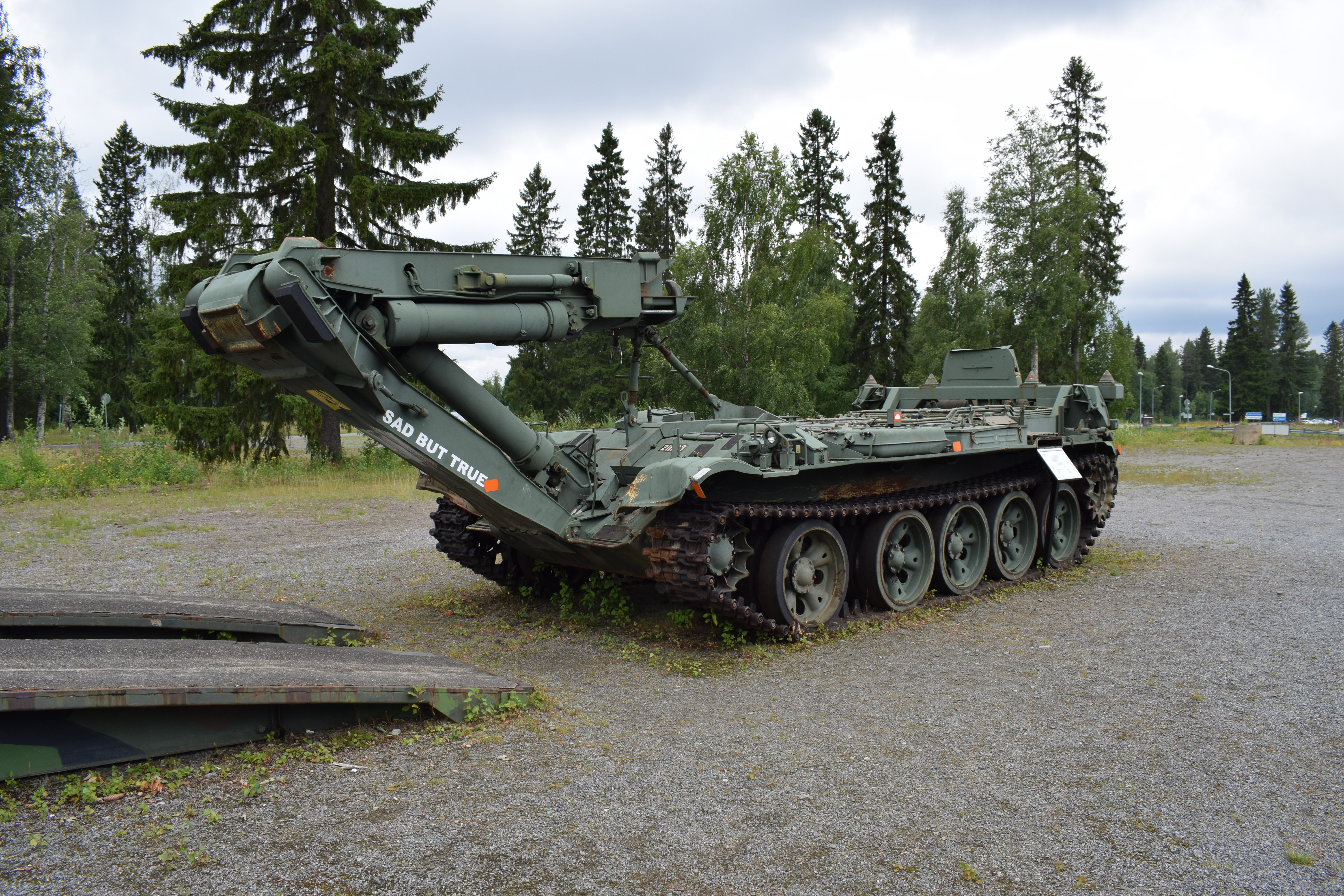
Brobandvagn 971 vid Försvarsmuseum Boden.
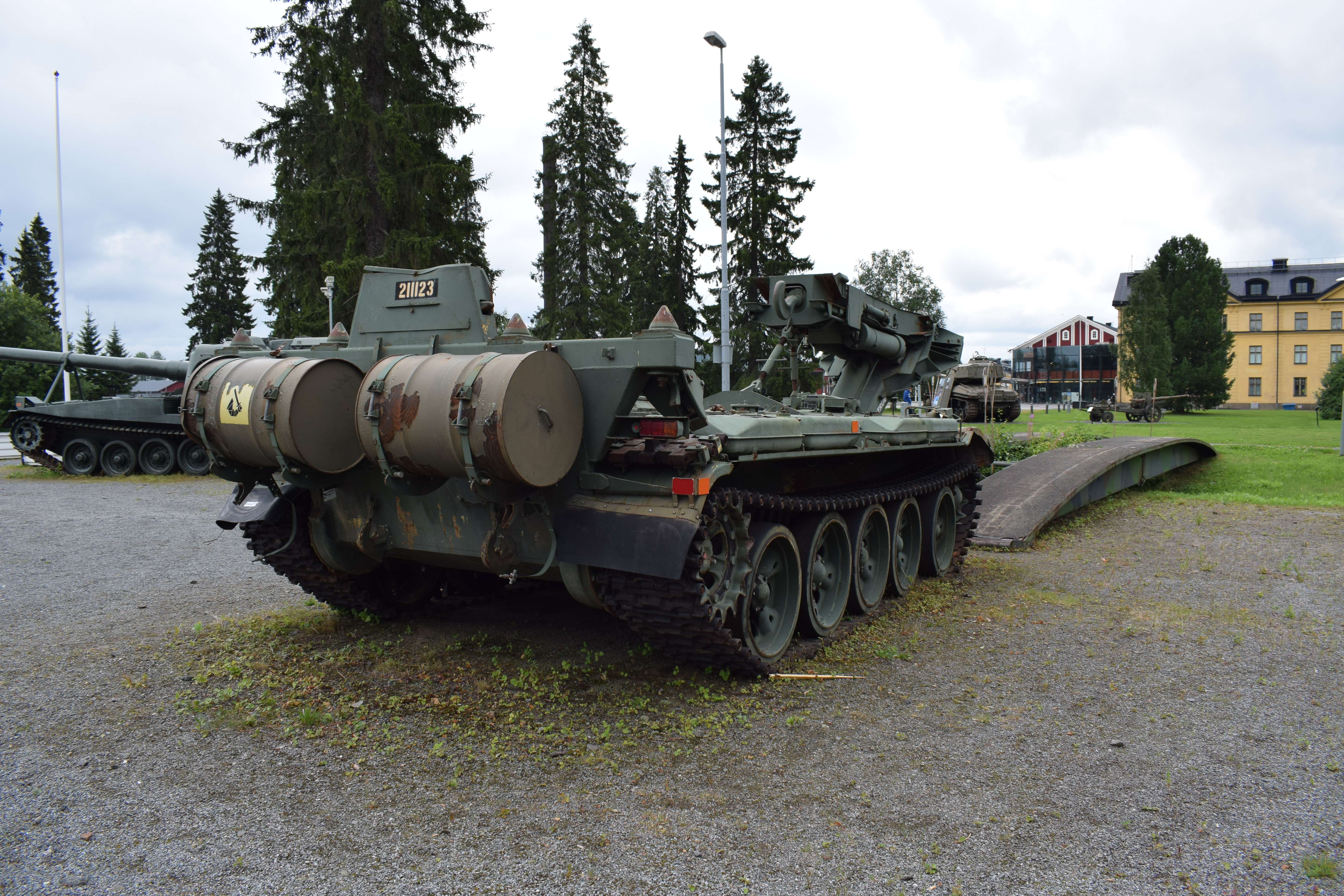
Brobandvagn 971 vid Försvarsmuseum Boden.
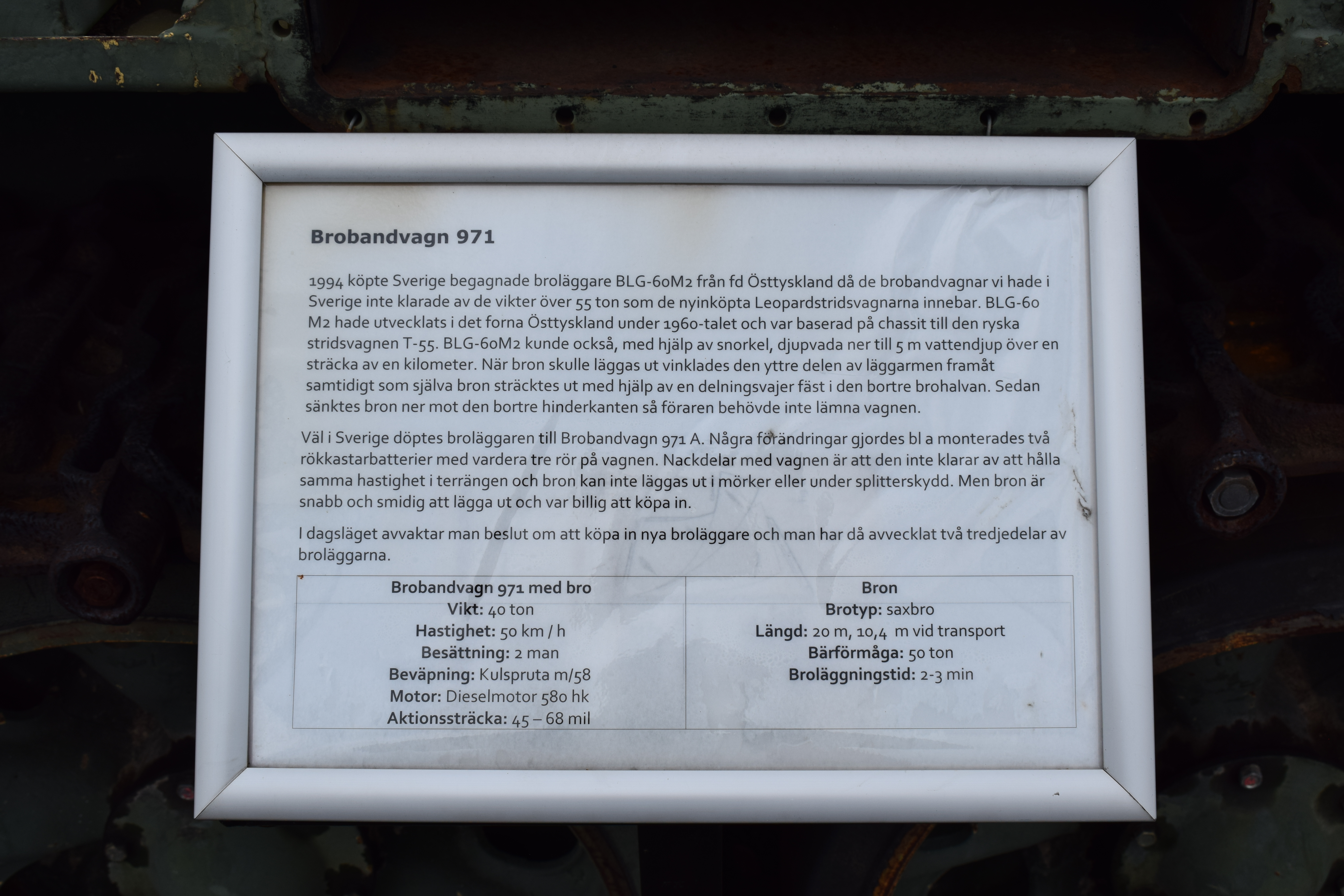
Brobv 971 plack vid Försvarsmuseum Boden.